# Енона
Енона в древногръцката митология е планинска нимфа-ореада.

## Легенда
Дъщеря е на речния бог Кебрен и първата жена на Парис.
Тя живеела в планината Ида във Фригия. Парис се влюбил в нея докато бил пастир по склоновете на планината. Оженил се за нея и имали син – Коринт. По-късно Парис я изоставя, за да отиде да отвлече Хубавата Елена, което става и повод за Троянската война. След като Парис е смъртно ранен, той моли Енона да го излекува, но тя му отказва и Парис умира от раната си. По-късно Енона се разкайва за това и се самоубива от мъка.